# Diògenes de Capadòcia
Diògenes (en grec antic: Διογένης, llatí: Diogenes) fou un ambaixador del rei de Capadòcia, Orofernes, que, juntament amb Timoteu, el rei va enviar a Roma l'any 157 aC per portar una corona d'or i per renovar l'amistat i l'aliança amb la república romana.
L'objectiu principal dels ambaixadors era sobretot donar suport a l'acusació contra el deposat rei de Capadòcia Ariàrates. Diògenes, amb l'ajut del seu lloctinent Milcíades, va aconseguir el seu propòsit, i amb mentides i calúmnies va obtenir la victòria, atès que ningú a Roma no va sortir en defensa d'Ariàrates, segons explica Polibi.